# Phare de l'îlet Cabrits
Le phare de l'îlet Cabrits  est situé sur l'îlet Cabrits. C'est le point le plus méridional de la Martinique face à la plage des Salines proche de la commune de Sainte-Anne.

## Phare actuel
Il balise le sud de la Martinique.
C'est une tourelle métallique tripode peinte en rouge. Une ancienne maison de gardiennage est attenante.